# Handball-Oberliga Hamburg/Schleswig-Holstein 2013/14
Die Handball-Oberliga Hamburg/Schleswig-Holstein 2013/14 wurde unter dem Dach der Handballverbände Hamburg (HHV) und Schleswig-Holstein (HVSH) organisiert und ist die höchste Spielklasse des Verbundes. Die Oberliga – HH / SH  ist nach der Bundesliga, der 2. Bundesliga und der 3. Liga eine der vierthöchsten Spielklassen im deutschen Handball.

## Saisonverlauf
Die Handball-Oberliga Hamburg – Schleswig-Holstein 2013/14 war die vierte Ausspielung der Handball-Ligasaison.

### Modus
Es wurde eine Hin- und Rückrunde gespielt. Nach Abschluss der daraus resultierenden Spieltage stieg der Meister in die 3. Liga auf, während die letzten drei Mannschaften in die Ligen der Landesverbände absteigen mussten. Der Modus war für Männer und Frauen gleich.

## Teilnehmer
Nicht mehr dabei waren die Auf- und Absteiger der Vorsaison. Neu hinzukamen die Absteiger (A) der 3. Liga und Aufsteiger (N) aus den Verbandsligen.

### Abschlussplatzierungen

Handballverband Hamburg (HHV)

Handballverband Schleswig-Holstein

| Männer  1. SG Flensburg-Handewitt II (A) - 2. DHK Flensborg - 3. TSV Ellerbek - 4. HSV Hamburg II - 5. TSV Hürup (N) - 6. FC St. Pauli  7. SG Dithmarschen (R) - 8. VfL Bad Schwartau II - 9. SG WIFT Neumünster - 10 HSG Hohn/Elsdorf - 11 Preetzer TSV - 12 SG Hamburg-Nord (N)  13. HSG Schülp/Westerrönfeld  14 TSV Alt Duvenstedt (N) | Frauen  1. HSG Kropp-Tetenhusen - 2. Lauenburger SV - 3. TSV Wattenbek - 4. ATSV Stockelsdorf - 5. TSV Ellerbek (M) - 6. TSV Altenholz - 7. TSV Jörl - 8. AMTV Hamburg (N) - 9. SC Alstertal-Langenhorn - 10 THW Kiel (N) - 11 Lübeck 1876  12 HSG Holstein Kiel / Kronshagen  13 HSG Tarp-Wanderup  14 SG Niendorf / Wandsetal (N) |

(A) = Absteiger aus der 3. Liga (N) = neu in der Liga (R) = Rückzug (M) = Meister / Titelverteidiger
  Meister und Aufsteiger zur 3. Liga 2014/15
- Für die Oberliga 2014/15 qualifiziert